# Équipe du Maroc de football en 2012
Maillots
L'équipe du Maroc de football participera à la Coupe d'Afrique des nations de football 2012.

## Saison

### CAN 2012
Lors de cette saison, l'équipe du Maroc participe à la 14e édition de la coupe d'Afrique des nations qui est organisée au Gabon et en Guinée équatoriale du 21 janvier au 12 février 2012. Après un tirage au sort, le Maroc se trouve dans le groupe C aux côtés de trois autres équipes que sont le Gabon l'un des pays organisateurs, la Tunisie et le Niger. Le Maroc dispute donc son premier match lors d'un derby maghrébin l'opposant à la Tunisie, le 23 janvier 2012. Avant le début de la CAN, le Maroc qui était en préparation en Espagne affronta une équipe suisse du nom de Grasshopper Club Zurich, cette rencontre amicale s'est terminée par une victoire du Maroc sur le score de trois buts à un grâce à un triplé de Youssouf Hadji. Le Maroc débuta donc son premier match de CAN au Stade d'Angondjé à Libreville au Gabon. Cette rencontre fut très serrée et se termina par une défaite du Maroc sur le score de deux buts à un. Le buteur marocain de cette rencontre fut Houssine Kharja qui marqua lors de la 86e minute. Cette défaite fut très fatale pour le Maroc qui devait obligatoirement remporter son second match face à l'un des pays organisateurs qu'est le Gabon qui celui-ci est soutenu par son public. Le second match du Maroc lors de cette CAN a lieu le 27 janvier 2012 dans le même stade ou le Maroc affronta la Tunisie. La rencontre est encore serrée pour le Maroc mais celui-ci réussit rapidement à marquer grâce à un but de Houssine Kharja dans la 24e minute. Après ce but, les lions de l'Atlas commettront l’erreur d'avoir joué dans un dispositif trop défensif ce qui lui a couté deux buts marqué en moins de deux minutes. Alors que la fin du match approchait, le Maroc réussit à avoir un pénalty qui sera tiré et marqué par le buteur marocain de la CAN, Houssine Kharja, dans les dernières minutes. Le match n'étant pas terminé, les Gabonais lançaient plusieurs percées mais n'arrivaient pas à marquer et lors de la dernière action, le Gabon inscrit le dernier but de la rencontre grâce à un coup franc marqué lors de la 97e minute. Puis dans le cadre du dernier match du Maroc dans cette compétition, les lions de l'Atlas affrontent le Niger lors d'un match comptant seulement pour le classement. Ce match s'est joué en même de temps que celui qui opposa la Tunisie au Gabon. La rencontre opposant le Maroc au Niger s'est terminée par une victoire des lions de l'Atlas sur le score d'un but à zéro grâce à un but de Younès Belhanda qui est son premier. Finalement, les Tunisiens sont battus par le Gabon sur le score d'un but à zéro et c'est le Gabon qui se classe premier avec comme dauphin la Tunisie. Le Maroc, lui, est troisième devant le Niger.

### Matchs amicaux et début des éliminatoires de la CAN 2013
Le 29 février 2012 lors d'un match amical de football organisé à Marrakech, les lions de l'Atlas avec une équipe composée presque que de joueurs évoluant dans le championnat national battent l'équipe national du Burkina Faso sur le score de deux buts à zéro.

## Effectif
| Sélectionneur | Sélectionneur           | Éric Gerets               | Éric Gerets      | Éric Gerets         |
| Poste         | Nom                     | Date de Naissance         | Sélection (Buts) | Club                |
| Gardiens      |                         |                           |                  |                     |
| 1             | Nadir Lamyaghri         | 13 février 1976 (35 ans)  | 31 (0)           | Wydad Casablanca    |
|               | Khalid Sinouh           | 2 mai 1975 (36 ans)       | 4 (0)            | PSV Eindhoven       |
|               | Amine Lecomte           | 26 avril 1990 (21 ans)    | 0 (0)            | Lekhwiya            |
|               | Mohamed Amsif           | 7 février 1989 (22 ans)   | 1 (0)            | Augsburg            |
|               | Brahim Zaari            | 12 octobre 1989 (21 ans)  | 0 (0)            | FC Eindhoven        |
|               | Yassine Bounou          | 5 avril 1991 (22 ans)     | 0 (0)            | Atlético Madrid     |
| Défenseurs    |                         |                           |                  |                     |
| 5             | Mehdi Benatia           | 17 avril 1987 (26 ans)    | 31 (1)           | AS Rome             |
|               | Abdoulay Konko          | 9 mars 1984 (27 ans)      | 0 (0)            | Lazio Rome          |
| 4             | Abdelhamid El Kaoutari  | 17 mars 1990 (23 ans)     | 8 (0)            | Montpellier HSC     |
| 2             | Yassine Jebbour         | 24 août 1991 (22 ans)     | 1 (0)            | Montpellier HSC     |
|               | Ahmed Kantari           | 7 janvier 1980 (24 ans)   | 14 (0)           | Racing Club de Lens |
|               | Zakaria Bergdich        | 28 juin 1985 (25 ans)     | 17 (0)           | Real Valladolid     |
| 3             | Badr El Kaddouri        | 31 janvier 1981 (30 ans)  | 42 (0)           | Dynamo Kiev         |
|               | Marouane Da Costa       | 6 mai 1986                | 0 (0)            | Sivasspor           |
| 2             | Michaël Chrétien Basser | 10 juillet 1984 (26 ans)  | 28 (0)           | Bursaspor           |
|               | Jamal Alioui            | 2 juin 1982 (29 ans)      | 15 (0)           | Wydad de Casablanca |
|               | Rachid Soulaimani       | 21 novembre 1982 (28 ans) | 5 (0)            | Raja de Casablanca  |
| Milieux       |                         |                           |                  |                     |
| 7             | Adel Taarabt            | 4 mai 1989 (22 ans)       | 12 (4)           | Milan AC            |
|               | Marouane Zemmama        | 7 octobre 1983 (27 ans)   | 8 (2)            | Middlesbrough       |
| 13            | Houssine Kharja         | 9 novembre 1982 (28 ans)  | 69 (6)           | ACF Fiorentina      |
|               | Nabil El Zhar           | 27 août 1986 (24 ans)     | 9 (2)            | Levante UD          |
|               | Zakaria Labyad          | 9 mars 1993 (18 ans)      | 1 (0)            | Sporting Portugal   |
|               | Ismaïl Aissati          | 16 août 1988 (22 ans)     | 2 (0)            | Ajax Amsterdam      |
| 11            | Oussama Assaidi         | 15 août 1988 (22 ans)     | 7 (3)            | Liverpool FC        |
|               | Karim El Ahmadi         | 27 janvier 1986 (25 ans)  | 14 (1)           | Aston Villa         |
| 10            | Younès Belhanda         | 25 février 1990 (21 ans)  | 22 (2)           | Dynamo Kiev         |
|               | Kamel Chafni            | 11 juin 1982 (29 ans)     | 10 (0)           | Stade brestois      |
|               | Adil Chihi              | 21 février 1988 (23 ans)  | 1 (0)            | FC Cologne          |
| 14            | Mbark Boussoufa         | 15 août 1984 (26 ans)     | 30 (5)           | Lokomotiv Moscou    |
|               | Mehdi Carcela-Gonzalez  | 1er juillet 1989 (21 ans) | 8 (0)            | Standard de Liège   |
|               | Nabil Dirar             | 25 février 1986 (25 ans)  | 10 (0)           | AS Monaco           |
|               | Nordin Amrabat          | 31 mars 1987 (24 ans)     | 2 (1)            | Galatasaray         |
| 6             | Adil Hermach            | 27 juin 1986 (25 ans)     | 10 (0)           | Toulouse FC         |
| Attaquants    |                         |                           |                  |                     |
| 17            | Marouane Chamakh        | 10 janvier 1984 (27 ans)  | 62 (17)          | Arsenal             |
|               | Mounir El Hamdaoui      | 14 juillet 1984 (26 ans)  | 15 (3)           | ACF Fiorentina      |
|               | Karim Bellarabi         | 8 avril 1990 (21 ans)     | 0 (0)            | Bayer Leverkusen    |
|               | Moestafa El Kabir       | 5 octobre 1988 (22 ans)   | 0 (0)            | Cagliari            |
| 20            | Youssouf Hadji          | 25 février 1980 (31 ans)  | 64 (19)          | AS Nancy-Lorraine   |
| 9             | Youssef El-Arabi        | 3 février 1987 (24 ans)   | 25 (6)           | Grenade CF          |
| 19            | Abderrazak Hamdallah    | 17 décembre 1990 (22 ans) | 6 (2)            | Aalesunds FK        |

## Matchs
| #  | Date             | Lieu                    | Match                 | Résultat                | Compétition                             |
| -- | ---------------- | ----------------------- | --------------------- | ----------------------- | --------------------------------------- |
| 1  | 23 janvier 2012  | Libreville, Gabon       | Maroc Tunisie         | 1 - 2                   | 1er Tour CAN2012                        |
| 2  | 27 janvier 2012  | Libreville, Gabon       | Maroc Gabon           | 2 - 3                   | 1er Tour CAN2012                        |
| 3  | 31 janvier 2012  | Libreville, Gabon       | Maroc Niger           | 1 - 0                   | 1er Tour CAN2012                        |
| 4  | 29 février 2012  | Marrakech, Maroc        | Maroc Burkina Faso    | 2 - 0                   | Match Amical                            |
| 5  | 25 mai 2012      | Marrakech, Maroc        | Maroc Sénégal         | 0 - 1                   | Match Amical                            |
| 6  | 2 juin 2012      | Bakau, Gambie           | Gambie Maroc          | 1 - 1                   | Match Qualification Coupe du monde 2014 |
| 7  | 9 juin 2012      | Marrakech, Maroc        | Maroc Côte d'Ivoire   | 2 - 2                   | Match Qualification Coupe du monde 2014 |
| 8  | 18 juin 2012     | Riyad, Arabie saoudite  | Arabie saoudite Maroc | 0 - 2                   | Match Amical                            |
| 9  | 23 juin 2012     | Jeddah, Arabie saoudite | Maroc Bahreïn         | 4 - 0                   | Coupe arabe des nations (1er tour)      |
| 10 | 26 juin 2012     | Jeddah, Arabie saoudite | Libye Maroc           | 0 - 0                   | Coupe arabe des nations (1er tour)      |
| 11 | 26 juin 2012     | Jeddah, Arabie saoudite | Yémen Maroc           | 0 - 4                   | Coupe arabe des nations (1er tour)      |
| 12 | 3 juillet 2012   | Jeddah, Arabie saoudite | Irak Maroc            | 1 - 2                   | Coupe arabe des nations (demi-finale)   |
| 13 | 26 juin 2012     | Jeddah, Arabie saoudite | Libye Maroc           | 1 - 1 Tirs au buts1 - 3 | Coupe arabe des nations (finale)        |
| 14 | 15 août 2012     | Rabat, Maroc            | Maroc Guinée          | 1 - 2                   | Match Amical                            |
| 15 | 9 septembre 2012 | Maputo, Mozambique      | Mozambique Maroc      | 2 - 0                   | 3e tour qualificatif can 2013 (Aller)   |
| 15 | 13 octobre 2012  | Marrakech, Maroc        | Maroc Mozambique      | 4 - 0                   | 3e tour qualificatif can 2013 (Retour)  |

## Résultats détaillés
| Amical          | Maroc             | 3-1   | Grasshopper Zürich | Estadio Municipal de Marbella Marbella, Espagne |                             |
| 16 janvier 2012 | Hadji 72e 81e 90e | (0-1) | Smiljanic 43e      | Arbitrage : Stéphane Lannoy                     | Arbitrage : Stéphane Lannoy |

| CAN 2012                                    | Maroc      | 1-2   | Tunisie   | Stade d'Angondjé Libreville, Gabon |                           |
| 23 janvier 2012 · Historique des rencontres | Kharja 86e | (0-1) | Korbi 34e | Arbitrage : Daniel Benett          | Arbitrage : Daniel Benett |

| CAN 2012                                    | Gabon | 3-2   | Maroc                 | Stade d'Angondjé Libreville, Gabon |                                 |
| 27 janvier 2012 · Historique des rencontres |       | (0-1) | Kharja 24e 90e (pen.) | Arbitrage : Bakary Papa Gassama    | Arbitrage : Bakary Papa Gassama |

| CAN 2012                                    | Maroc        | 1-0   | Niger | Stade d'Angondjé Libreville, Gabon |                           |
| 31 janvier 2012 · Historique des rencontres | Belhanda 79e | (0-0) |       | Arbitrage : Badara Diatta          | Arbitrage : Badara Diatta |

| Amical                                      | Maroc                        | 2-0   | Burkina Faso | Stade de Marrakech Marrakech, Maroc |             |
| 29 février 2012 · Historique des rencontres | Boussoufa 21e · El-Arabi 64e | (1-0) |              | Arbitrage :                         | Arbitrage : |

## Maillot
| Couleurs | Rouge, vert et blanc |       |
| Marque   | Adidas               |       |
| Domicile | Extérieur            | Autre |